# Laurocerasus spinulosa
Laurocerasus spinulosa là loài thực vật có hoa trong họ Hoa hồng. Loài này được (Siebold & Zucc.) C.K. Schneid. mô tả khoa học đầu tiên năm 1906.